# Lilla Sundsjön (Hällaryds socken, Blekinge)
Lilla Sundsjön är en sjö i Karlshamns kommun i Blekinge och ingår i Bräkneån-Mieåns kustområde.